# Kausia

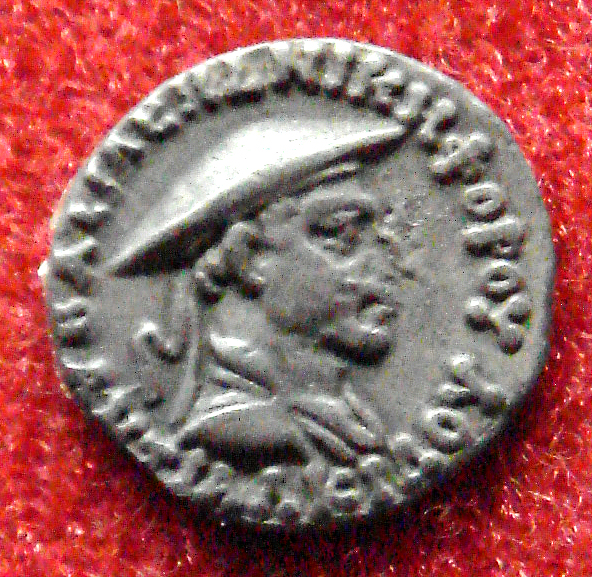
Mynt med den indo-grekiske kungen Antialkidas bild.

Kausia var en antik makedonisk solhatt av läder eller filt, med rullat bräm och platt kulle. Den sägs ha använts av Alexander den store och förekommer på myntporträtt av hellenistiska kungar, framförallt de från Baktrien. Dess användning i Baktrien har lett till teorier om en koppling till den afghanska mössan pakool, något som diskuterats av historiker. Kausia bars även av underklassen i Rom.